# Susanne Päivärinta
Susanne Päivärinta, född 1965 i Brahestad, är en finländsk journalist och politiker (Samlingspartiet). Hon är ledamot av Finlands riksdag sedan 2023.
Päivärinta blev invald i riksdagen i riksdagsvalet 2023 med 6 909 röster från Nylands valkrets.